# Ulica ks. Piotra Skargi w Katowicach
Ulica ks. Piotra Skargi w Katowicach (do 1922 i w latach 1939–1945 Kurfürstenstraße) – ulica w Katowicach, położona w dzielnicy Śródmieście.

## Opis
Ulica rozpoczyna swój bieg od katowickiego Rynku – skrzyżowania alei Wojciecha Korfantego i ul. Adama Mickiewicza. Na rogu skrzyżowania znajduje się budynek dawnego Banku Gospodarstwa Krajowego (obecnie ING Bank Śląski) wybudowanego w 1930 przy nieistniejącej już ulicy Skośnej, w stylu ekspresjonistycznym według projektu Stanisława Tabeńskiego i Jana Noworyty; budynek został wpisany do rejestru zabytków (nr rej.: A/1237/78 z 2 maja 1978). Następnie biegnie obok placu Obrońców Katowic z pomnikiem Harcerzy i Harcerek, budynku niefunkcjonującego już Hotelu „Silesia”, oddanego do użytku w 1972, wzniesionego według projektu Tadeusza Łobosa (gmach wyburzono w 2019). Po lewej stronie znajduje się budynek dawnej łaźni żydowskiej (dziś oddział PZU) oraz plac Synagogi. Za skrzyżowawaniem z ulicą Stawową, po lewej usytuowane jest zabytkowe III LO im. A. Mickiewicza, po prawej – galeria handlowa „Supersam” i przystanek autobusowy. W dalszym biegu ul. Piotra Skargi krzyżuje się z ul. J. Słowackiego. Zlokalizowany był tu dworzec PKS (na północ od niego leży skwer Przyjaciół z Miszkolca) – w jego miejsce w listopadzie 2024 roku rozpoczęła się budowa budynku Mikato. Naprzeciw niego znajduje się budynek Energożelbetu (Piotra Skargi 8; dawniej siedziba Energoprojekt Katowice), w którym ma swoją siedzibę Centrum Kształcenia Menedżerów. Ulica kończy bieg przy ul. Sokolskiej.
Przy ul. ks. P. Skargi 4 (na rogu z ul. J. Słowackiego) zlokalizowana jest historyczna kamienica mieszkalna.
Przed I wojną światową pomiędzy skrzyżowaniem Meisterstraße (obecnie ul. F. Chopina), August-Schneiderstraße (obecnie ul. A. Mickiewicza) i Teichstraße (obecnie ul. Stawowa) a Kurfürstenstraße istniał Tiele-Winckler Platz (pol. plac Tiele-Wincklerów).
Przy ulicy Piotra Skargi przystanek autobusowy mają linie ZTM.

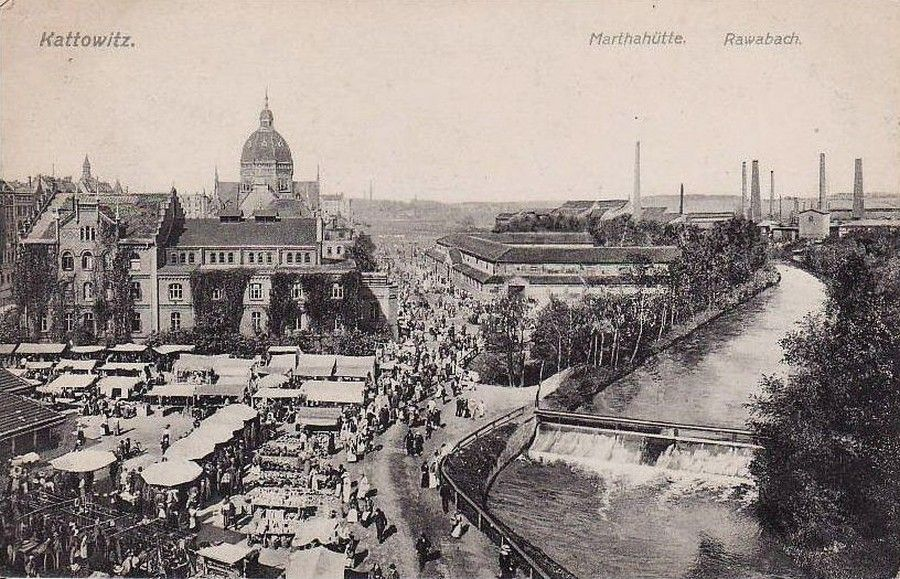
Kurfürstenstraße (na wprost) na pocztówce z pocz. XX w.
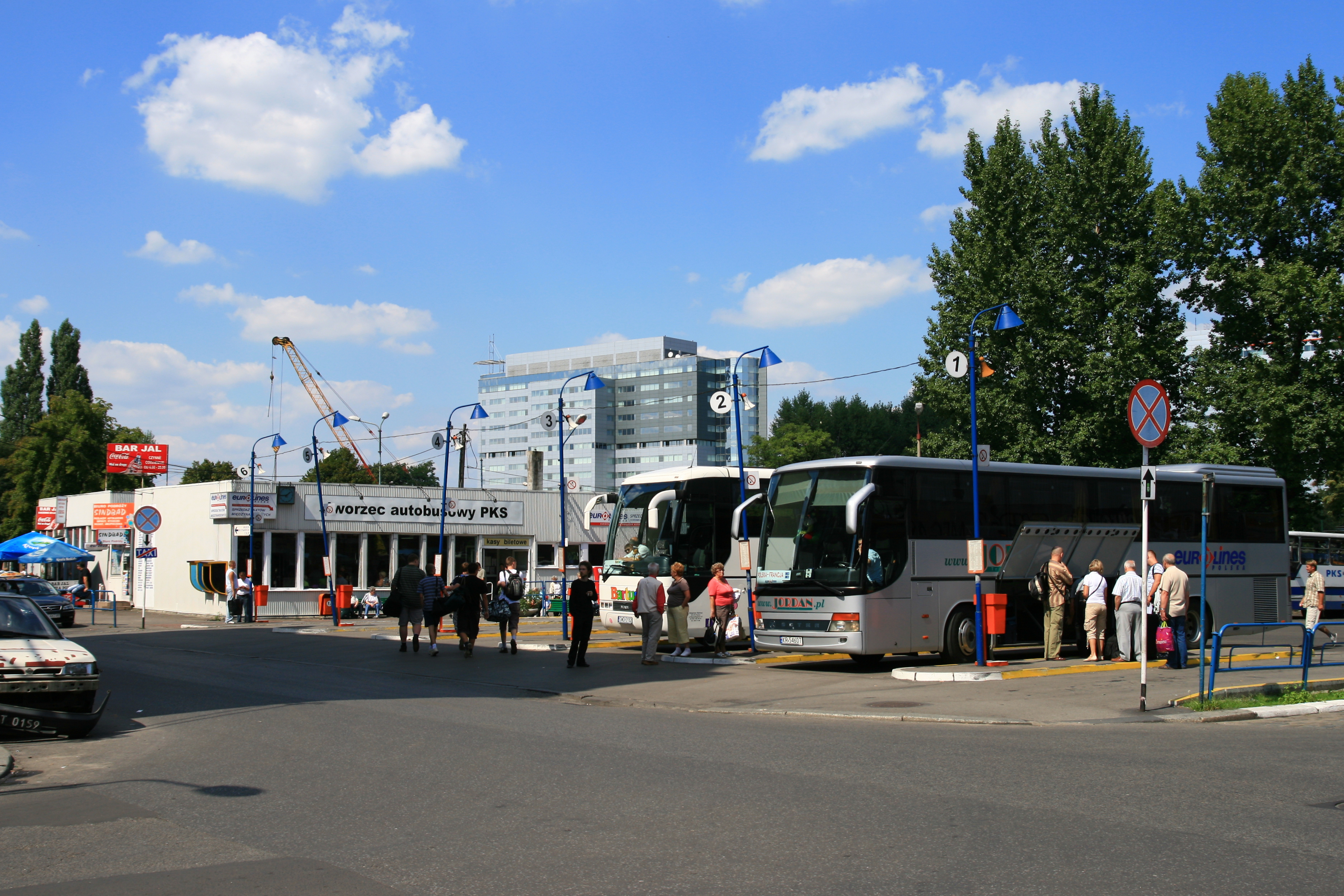
Dworzec autobusowy przy ul. ks. P. Skargi (niesitniejący)
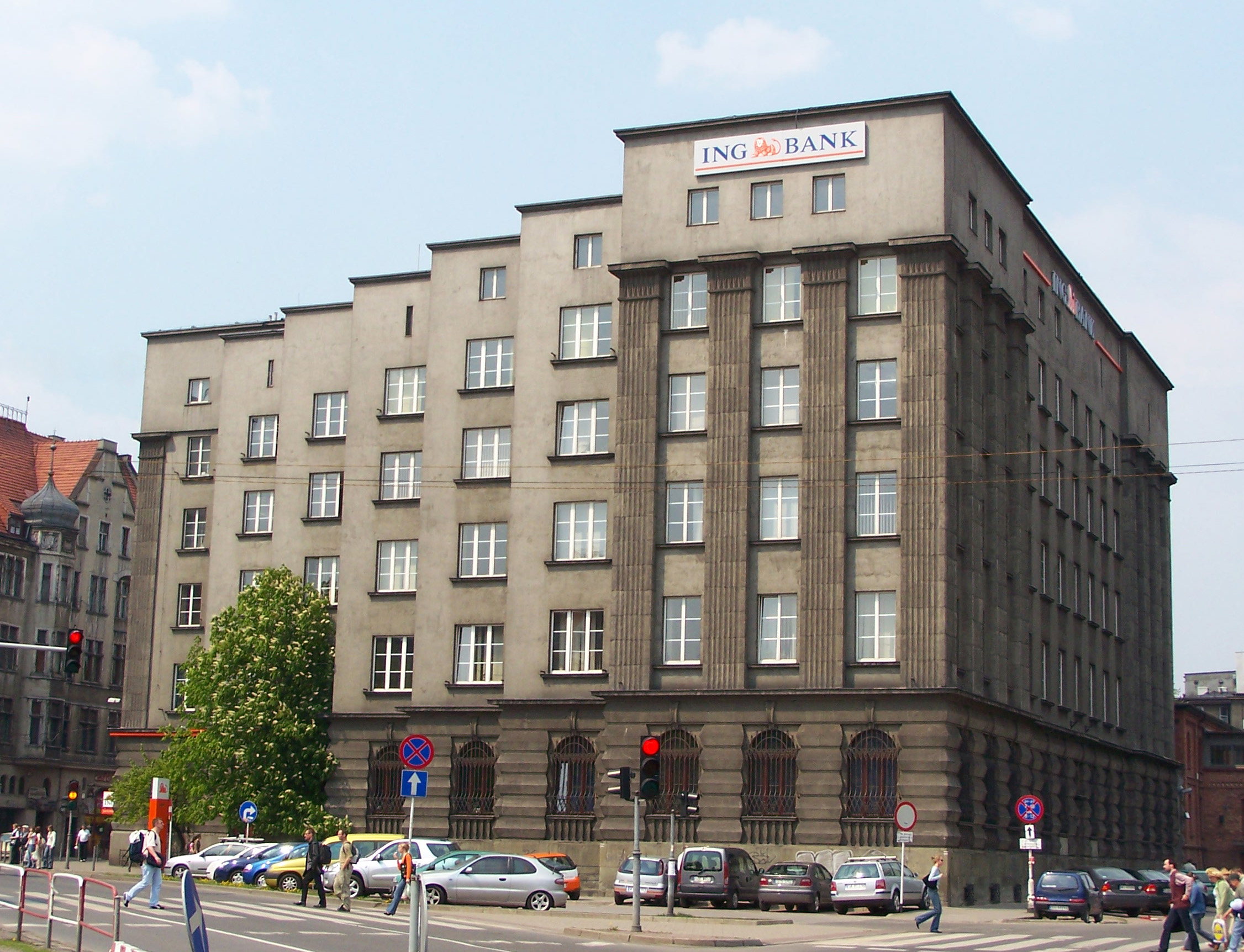
Budynek banku ING na rogu ul. Mickiewicza i początku ul. Skargi
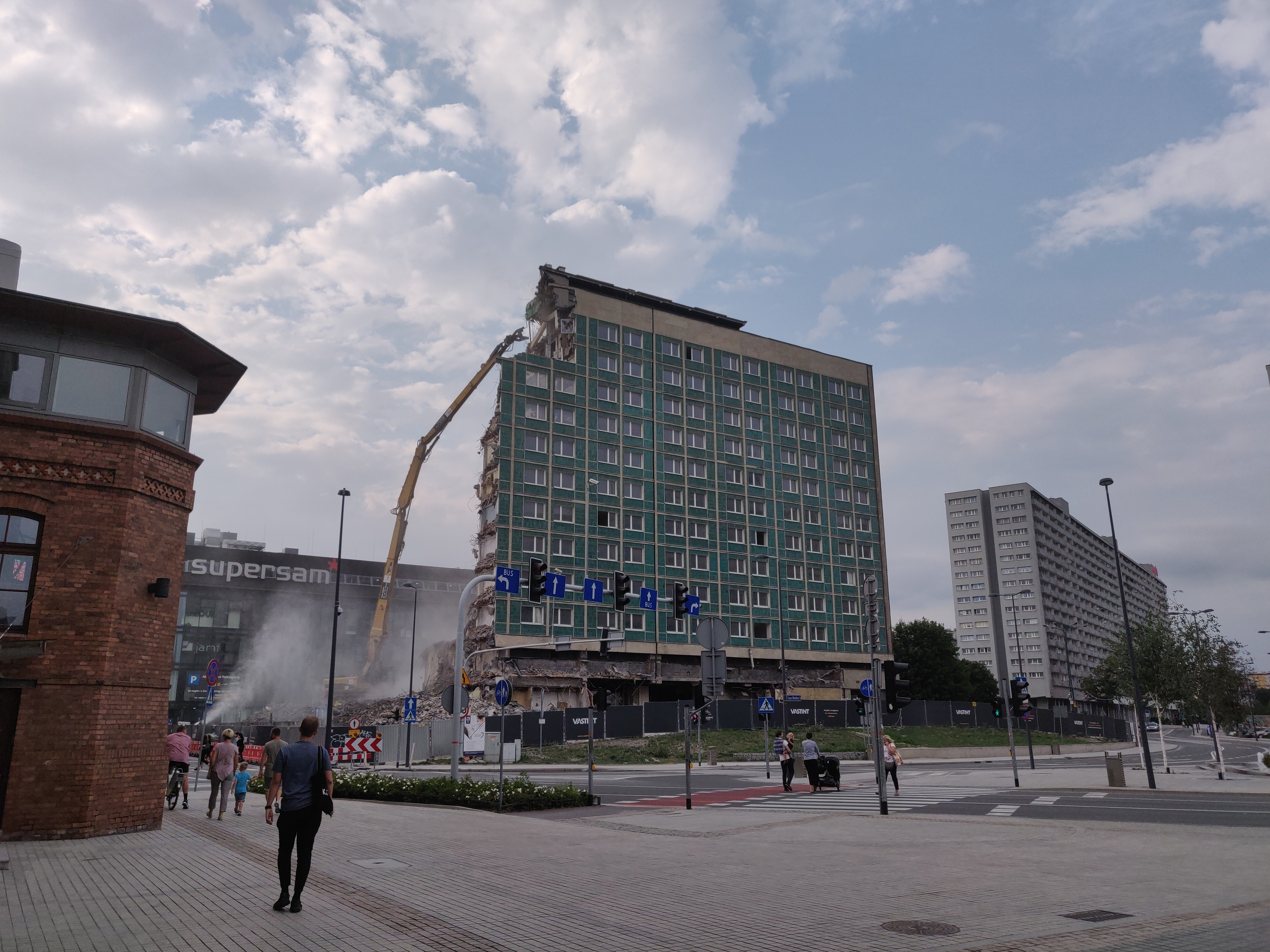
Wyburzony w 2019 hotel Silesia